# Geez
Geez (staroetiopski, etiopski, ge'ez, giiz; ISO 639-3: gez), drevni sjevernoetiopski jezik šire južnosemitske skupine jezika kojim su nekada govorili Aksumiti na području današnje Etiopije i Eritreje, na mjestu gdje se nalazio drevno Kraljevstvo Aksum.
Danas se njime služi kao službenim liturgijskim jezikom Etiopska pravoslavna tevahedo crkva.

## Vanjske poveznice
- Ethnologue (14th)
- Ethnologue (15th)